# Спэкмен, Фредерик
Фредерик Джордж Спэкмен (англ. Frederik George Spackman; 1878, Мейдстон — 30 мая 1942, Бромли, Лондон) — английский футболист, чемпион летних Олимпийских игр 1900.
На Играх 1900 в Париже Спэкмен входил в состав британской футбольной команды. Его сборная выиграла в единственном матче у Франции со счётом 4:0 и заняла первое место, выиграв золотые медали.